# Herpetologia
A herpetologia é um ramo da zoologia dedicado ao estudo dos répteis e anfíbios: sua classificação, ecologia, comportamento, fisiologia e paleontologia. Em geral os animais desse grupo não produzem o próprio calor, ou seja são chamados de animais de sangue frio. O controle térmico nesse grupo de vertebrados é feito por termorregulação. O Brasil está entre os países com maior diversidade, com 773 répteis e 1 026 anfíbios, segundo a Sociedade Brasileira de Herpetologia.